# Stantonia peruana
Stantonia peruana är en stekelart som först beskrevs av Günther Enderlein 1905.  Stantonia peruana ingår i släktet Stantonia och familjen bracksteklar. Inga underarter finns listade i Catalogue of Life.